# Nycteola malachitis
Nycteola malachitis är en fjärilsart som beskrevs av George Francis Hampson 1912. Nycteola malachitis ingår i släktet Nycteola och familjen trågspinnare. Inga underarter finns listade i Catalogue of Life.